# CD Eldense
Club Deportivo Eldense là một đội bóng đá Tây Ban Nha có trụ sở tại Elda, trong cộng đồng tự trị Valencia. Được thành lập vào năm 1921, câu lạc bộ thi đấu ở Segunda División và tổ chức các trận đấu trên sân nhà tại sân vận động thành phố Pepico Amat Mới, có sức chứa 4.036 khán giả.

## Cầu thủ

### Đội hình hiện tại
Tính đến ngày 25/1/2024
Ghi chú: Quốc kỳ chỉ đội tuyển quốc gia được xác định rõ trong điều lệ tư cách FIFA. Các cầu thủ có thể giữ hơn một quốc tịch ngoài FIFA.
| Số | VT | Quốc gia             | Cầu thủ                           |
| -- | -- | -------------------- | --------------------------------- |
| 1  | TM | Tây Ban Nha          | Guillermo Vallejo (đội phó thứ 3) |
| 2  | HV | Tây Ban Nha          | Toni Abad                         |
| 3  | HV | Tây Ban Nha          | Álex Martínez                     |
| 4  | HV | Bosna và Hercegovina | Dario Đumić                       |
| 5  | HV | Tây Ban Nha          | Piña                              |
| 6  | HV | Tây Ban Nha          | Carlos Hernández (đội phó)        |
| 7  | TĐ | România              | Florin Andone                     |
| 8  | TV | Tây Ban Nha          | Sergio Ortuño                     |
| 10 | TĐ | Tây Ban Nha          | Cris Montes                       |
| 11 | TĐ | Tây Ban Nha          | Juanto Ortuño (đội phó thứ 4)     |
| 12 | HV | Brasil               | Derick Poloni                     |
| 13 | TM | Tây Ban Nha          | Ian Mackay                        |
| 14 | HV | Tây Ban Nha          | Miguelón                          |
| 15 | TV | Ghana                | Mohammed Dauda (mượn từ Tenerife) |

| Số | VT | Quốc gia    | Cầu thủ                            |
| -- | -- | ----------- | ---------------------------------- |
| 16 | TV | Maroc       | Youness Lachhab                    |
| 17 | TĐ | Tây Ban Nha | Jesús Clemente                     |
| 18 | TV | Tây Ban Nha | Pedro Capó (đội trưởng)            |
| 19 | TĐ | Tây Ban Nha | Joel Jorquera                      |
| 20 | TĐ | Tây Ban Nha | Iván Chapela                       |
| 21 | TV | Tây Ban Nha | Álex Bernal                        |
| 22 | TV | Pháp        | Marc-Olivier Doué                  |
| 23 | TV | Tây Ban Nha | Marc Mateu                         |
| 24 | TV | Tây Ban Nha | David Timor (đội phó thứ 2)        |
| 25 | HV | Tây Ban Nha | Nacho Monsalve                     |
| 30 | TM | Tây Ban Nha | Luismi Quirant                     |
| 31 | TM | Tây Ban Nha | Álvaro Aceves (mượn từ Valladolid) |